# Augusta Christensen
Augusta Christensen, född 30 april 1852 i Bergen, död 25 april 1923 i Bergen, var en norsk bildvävare. Hon ansågs tillhöra en av Norges främsta bildvävare. Hon formgav inte några mönster utan vävde efter akvareller och kartonger av olika konstnärer, i synnerhet Gerhard Munthe. Hon hade en egenutvecklad metod att få fram olika färgnyanser i garnet och överförde de fina skiftningarna från de små förlagorna till sina stora bildvävar.
Hon mottog flera priser för sina arbeten på utställningar både i Norge och internationellt och finns representerad på muséer i över hela världen.
Hon var den första ledaren vid vävskolan på Nordenfjeldske Kunstindustrimuseum i Trondheim, när den etablerades 1898. Vävskolan lade särskild vikt vid den konstnärliga delen av vävandet.

## Biografi

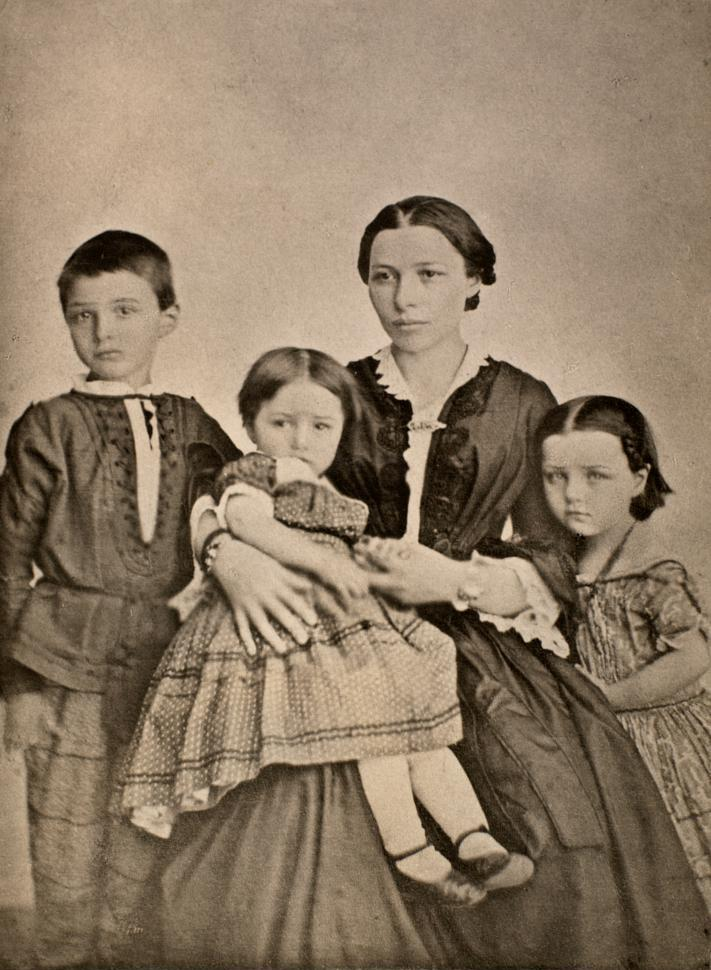
Anne Magdalene Christensen med tre av sina barn, Henrich, Marie och Augusta (i knät), omkring 1855.

Augusta Christensen föddes i Bergen, som dotter till Anne Magdalene Christensen (1818–1901), född Bjerck, och hennes make Jacob Christensen (1822–1887), som var sjökapten och redare. Hon hade två äldre och två yngre syskon. Familjen tillhörde stadens förmögna borgerskap, och fadern var grundare till det Bergenbaserade rederiet Jacob Christensen 1876 . Det växte snabbt och hade vid hans död 1887 tre segelskutor och nio ångfartyg. Hennes  yngre bror Jacob tog över verksamheten efter faderns bortgång.
Augusta Christensen var med på flera av faderns resor, och menade att det utvecklade henne andligen och gav henne blick och skönhetssinne. De tekniska färdigheterna lärde hon sig i hemmet i Norge.

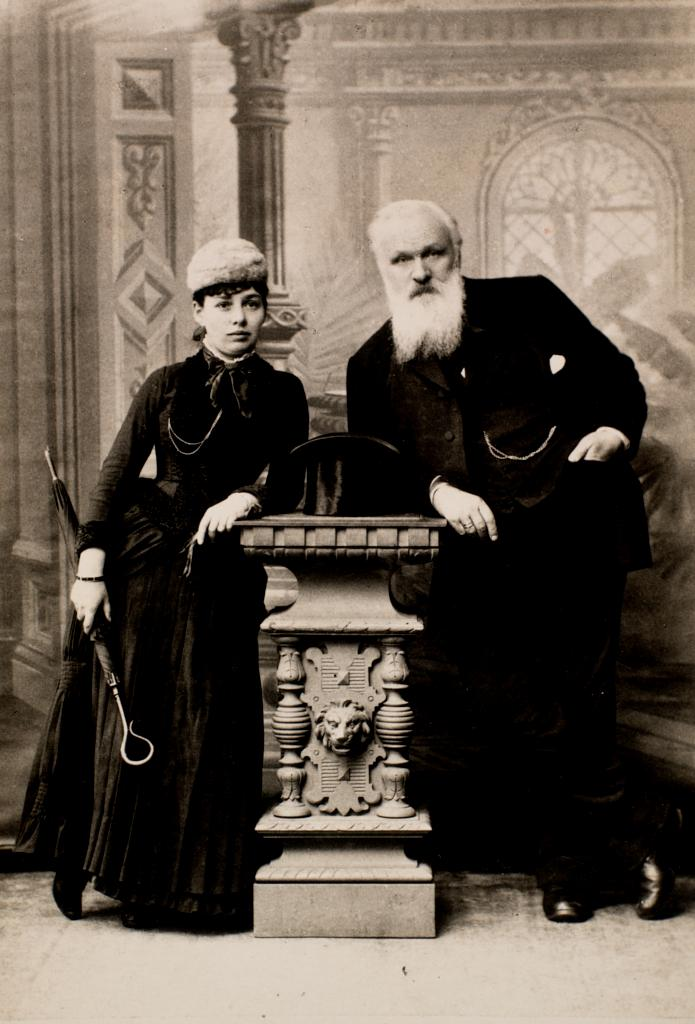
Augusta och hennes far (c:a 1885).

Omkring 1894 flyttade hon från Bergen till Kristiania, nuvarande Oslo. Där drev hon en egen vävstuga och gick som elev vid Kristiane Frisaks färg- och vävskole. I sin vävstuga hade hon bland annat de blivande bildvävarna Ulrikke Greve och Ragna Breivik som elever och assistenter.
År 1895 kontaktade hon konstnären Gerhard Munthe och bad att får överföra hans målning "Mörkrädd" till väv, och visade ett arbetsprov. Han anklagade henne först för att olovligen ha använt hans bilder, men snart började de samarbeta. Gerhard Munthe engagerade sig även i slutresultatet av överföringarna till bildväv.
Hon tog anställning som ledare för Nordenfjeldske Kunstindustrimuseums vävskola i Trondheim 1898, och uppskattades där, men kunde bara stanna drygt ett år på grund av sjukdom. Hon flyttade tillbaks till Bergen där hon bland annat bodde hos sin mor som blivit änka i 1887. Hon tog emot några få elever, och hon vävde fortfarande en del själv.

Augusta Christensen förblev ogift hela livet. Hon dog på Haukeland Sjukhus 25 april 1923 efter längre tids sjukdom, bara dagar innan hon skulle ha fyllt 71 år. Hon är begravd på Møllendal gravplats i Bergen.
| "Mørkredd". Till vänster Gerhard Munthes akvarell (1892), 554 x 812 mm. Till höger. Augusta Christensens bildväv (1899), 1750 x 2330 mm. |  | "Mørkredd". Till vänster Gerhard Munthes akvarell (1892), 554 x 812 mm. Till höger. Augusta Christensens bildväv (1899), 1750 x 2330 mm. |
| "Mørkredd". Till vänster Gerhard Munthes akvarell (1892), 554 x 812 mm. Till höger. Augusta Christensens bildväv (1899), 1750 x 2330 mm. |  | |

## Exempel på hennes bildvävar
Några exempel med Munthe som förlaga:
- Den forskapte kongssønn (1897–1898). Mått okänt. Utställd i Stockholm 1899 och på Världsutställningen i Paris 1900.[10]
- Nordlysdøtre (även kallad Beilere eller Friere (1899). Mått: 1 850 x 2 260 mm. Assistent: Gurine Bakken.  Världsutställningen i Paris 1900.
- Mørkredd (1899). Mått: Omkring 1 750 x 2 330 mm. Assistent: Gurine Bakken.  Världsutställningen i Paris 1900.[11]
- Den kloke fugl (1899). Mål: ca. 1 050 x 1 380 mm. Assistent: Gurine Bakken. Världsutställningen i Paris 1900
- Blodtårnet (1902). Mål: ca. 1 450 x 960 mm.[12] Utställd i Stockholm 1902, Aberdeen 1903, St. Louis 1904 och Dortrecht 1912

## Priser och utmärkelser
På Stockholmsutställningen 1897 mottog hon en silver- och en guldmedalj för sina bildvävar.
På Världsutställlningen i Paris 1900 blev Nordenfjeldske Kunstindustrimuseums vevskole tilldelat en guldmedalj den samling av mattor de ställde ut. Fyra av de stora mattorna var vävda av Augusta Christensen, delvis med assistans av Gurine Bakken.
Under hennes livstid arrangerades två nationella utställningar i Bergen, år 1898 och år 1910. Dessa Bergens utställningar var nationella uppvisningar i jordbruk och fiske, industriproduktion, hushållning och konsthantverk. Hon visade bildevävar på båda utställningarna och fick guldmedalj på båda. År 1898 presenterades hennes vävar som "konstnärlig bildväv". År 1910 var hon den enda som fick guldmedalj i kategorin hushållning. Hon fick medaljen för två bildvävar efter Gerhard Munthes mönster: Norrskensdöttrar och Mørkræd. Juryns bedömning var att detta var "utmärtka bildvävar".
År 2021 hyllades Christensen av bildkonstnären Anne-Karin Furunes med både omnämnande och ett stort porträtt i Furunes' utställning Plissé i Stiftsgården i Trondheim. Porträttet, "Augusta Christensen", är utförd i Furunes' speciella perforeringsteknik och mäter 3 #300 x 3 300 mm. Verket köptes av Nordenfjeldske Kunstindustrimuseum som också producerade utställningen.